# Walentin Czernych
Walentin Konstantinowicz Czernych (ros. Валенти́н Константи́нович Черны́х; ur. 1935, zm. 2012 w Moskwie) – radziecki i rosyjski scenarzysta.
Absolwent wydziału scenariopisarskiego WGIK. Jego sukcesem był samodzielnie napisany scenariusz do filmu Moskwa nie wierzy łzom (1979). Film ten został nagrodzony Oskarem. Pochowany na Cmentarzu Wagańkowskim w Moskwie.

## Wybrana filmografia
- 1976: Własne zdanie
- 1979: Moskwa nie wierzy łzom
- 1980: Polecieć w kosmos!

## Nagrody i odznaczenia
- Nagroda Państwowa ZSRR
- Zasłużony Działacz Sztuk RFSRR